# 赎刑
赎刑，又称赎罪，简称赎，中国古代允许在特定条件下以财产或劳役抵罪，以免除其刑罚的法律制度。
相传始于夏朝，一直沿袭至明清。周代《吕刑》中规定如果适用墨、劓、剕、宫、大辟五种刑罚，也可赎刑。春秋时期管仲曾制重罪赎以犀甲，轻罪赎以革赉盾。秦国有赎黥、赎耐、赎迁等规定。赎罪财物用铜。
汉惠帝时规定，买爵三十级可以免除死刑，一级值钱二千。汉武帝时赎死罪事例很多，但不是常法。东汉时才渐成定制。汉明帝下诏明文规定可以赎刑，规定各种罪行赎免的缣帛数。汉朝赎罪财物用粟、缣，改以黄金计价。魏晋南北朝至隋朝，一直沿用。晋朝和刘宋、南齐赎刑兼用金、绢。
唐朝法律规定：应议、应请、应减人员和九品以上官，以及七品以上官的祖父母、父母、妻子、孙犯流刑以下罪行的，都可以用铜赎罪，但是犯五流者不准。若犯法者財產不足，則以勞務相抵，稱為勞贖。宋朝有赎铜之制，犯罪官员可以铜赎罪。规定笞十下，赎铜一斤，至五十下五斤；杖六十下，六斤，至一百五十斤。徒刑、流刑、绞刑、斩刑也各有规定。纳铜期限因罪轻重而不同，遇赦可以免纳。辽朝时赎铜输钱，金朝可以用马牛杂物代铜，元朝用中统钞赎刑。
明朝颁布施行赎例规定笞刑、杖刑、徒刑、流刑等刑罚纳赎的具体折算办法。宣德二年（1427年）赎例规定，笞杖罪囚，每十赎钞二十贯。分作工、运囚粮、运灰、运砖、运水和炭、赎米、赎钱各类方式也都可以折银。明代一度纳钱纳马，后来纳钞、纳钱、纳米相辅而行。
清代赎刑用银两，类型分为：
- 纳赎：以军民犯公罪和生员以上犯轻罪为限。事实上，官员犯笞刑、杖刑、徒刑、流刑及杂死罪等一般都可以赎罪。贪赃、真犯死罪、十恶、常赦所不原，干名犯义，受财故纵，奸、盗、杀伤人等都不许赎。无财力赎者，照原判执行。
- 收赎：适用于老幼废疾、天文生。妇女犯徒刑罪也可按规定赎罪。
- 赎罪：适用于官员正妻，照例不能执行笞杖等等的罪犯。除以上三种赎刑外，又有捐赎。